# Hóquei sobre a grama nos Jogos Pan-Americanos de 2019 - Feminino
O torneio feminino de hóquei sobre a grama nos Jogos Pan-Americanos de 2019 foi realizado de 29 de julho a 9 de agosto no Campo de Hóquei, em Lima. Oito equipes participaram do evento.
A Argentina, com a conquista do título, carimbou vaga nos Jogos Olímpicos de 2020, em Tóquio. 

## Medalhistas
|  | ARG Argentina |  | CAN Canadá |  | USA Estados Unidos |
|  | Belén Succi Sofía Toccalino Rosario Luchetti Agostina Alonso Giselle Kañevsky Carla Rebecchi María José Granatto Victoria Sauze Agustina Albertario Victoria Granatto Eugenia Trinchinetti Micaela Retegui Silvina D'Elía Noel Barrionuevo Julieta Jankunas Valentina Costa Biondi |  | Kaitlyn Williams Kate Wright Anna Mollenhauer Elise Wong Danielle Hennig Rachel Donohoe Hannah Haughn Karli Johansen Natalie Sourisseau Sara McManus Holly Stewart Amanda Woodcroft Madeline Secco Brienne Stairs Shanlee Johnston Stephanie Norlander |  | Erin Matson Lauren Moyer Danielle Grega Casey Umstead Amanda Magadan Ashley Hoffman Julia Young Linnea Gonzales Anna Dessoye Ali Froede Mackenzie Allessie Kathleen Sharkey Margaux Paolino Caitlin Van Sickle Alyssa Manley Kelsey Bing |

## Formato
As oito equipes foram divididas em dois grupos de quatro equipes. Cada equipe enfrentou as outras equipes do mesmo grupo, totalizando três jogos. A colocação final das equipes nos grupos determinou o emparelhamento das quartas de final, onde o primeiro colocado enfrentou o quarto e o segundo, o terceiro. As vencedoras das quartas se classificaram às semifinais e as perdedoras, para jogos de definição do quinto ao oitavo lugar. Nas semifinais, as vencedoras disputaram a final e as perdedoras, a medalha de bronze.

## Primeira fase
|  | Equipes classificadas à fase final |

Todas as partidas seguem o fuso horário local (UTC-5).
Grupo A
| Equipe        | Pts | J | V | E | D | GP | GC | SG  |
| ------------- | --- | - | - | - | - | -- | -- | --- |
| ARG Argentina | 9   | 3 | 3 | 0 | 0 | 18 | 1  | +17 |
| CAN Canadá    | 6   | 3 | 2 | 0 | 1 | 15 | 3  | +12 |
| URU Uruguai   | 3   | 3 | 1 | 0 | 2 | 8  | 8  | 0   |
| CUB Cuba      | 0   | 3 | 0 | 0 | 3 | 2  | 31 | –29 |

| 29 de julho de 2019 10:00 |        |         |                                                    |
| Argentina                 | 2–0    | Uruguai | Árbitros: Amber Church (NZL) Megan Robertson (CAN) |
| Rebecchi 7' D'Elía 47'    | Report |         | Árbitros: Amber Church (NZL) Megan Robertson (CAN) |

| 29 de julho de 2019 12:00                                                                |           |      |                                                                     |
| Canadá                                                                                   | 10 – 0    | Cuba | Campo de Hóquei, Lima Árbitros: CHN Liu Xiaoying PAR Victoria Pazos |
| Stairs 2', 19', 51' McManus 11', 23' Norlander 13', 54' Secco 21' Haughn 46' Stewart 56' | Relatório |      | Campo de Hóquei, Lima Árbitros: CHN Liu Xiaoying PAR Victoria Pazos |

| 31 de julho de 2019 14:00                                                     |        |             |                                                        |
| Uruguai                                                                       | 8–1    | Cuba        | Árbitros: Mary Driscoll (USA) Catalina Montesino (CHI) |
| Viana 2', 14' Piazza 17' 19' Cristiani 23' Taborda 30' Villar 39' Stanley 46' | Report | Milanes 53' | Árbitros: Mary Driscoll (USA) Catalina Montesino (CHI) |

| 31 de julho de 2019 16:00 |           |                                        |                                                                     |
| Canadá                    | 0 – 3     | Argentina                              | Campo de Hóquei, Lima Árbitros: CHN Liu Xiaoying TTO Ayanna McClean |
|                           | Relatório | D'Elía 5' Rebecchi 34' Barrionuevo 56' | Campo de Hóquei, Lima Árbitros: CHN Liu Xiaoying TTO Ayanna McClean |

| 2 de agosto de 2019 10:00 |        |                                                       |                                                     |
| Uruguai                   | 0–5    | Canadá                                                | Árbitros: Mary Driscoll (USA) Maria Locatelli (ARG) |
|                           | Report | Norlander 4' Donohoe 10' McManus 38', 43' Stewart 51' | Árbitros: Mary Driscoll (USA) Maria Locatelli (ARG) |

| 2 de agosto de 2019 14:00                                                                                              |           |             |                                                                            |
| Argentina | 13 – 1    | Cuba        | Campo de Hóquei, Lima Árbitros: NZL Amber Church MEX Diana Fuentes Castelo |
| M. Granatto 2' V. Granatto 9' Barrionuevo 9', 21', 56', 59' Jankunas 13', 27', 39' Rebecchi 24', 43', 49' Luchetti 28' | Relatório | Milanes 22' | Campo de Hóquei, Lima Árbitros: NZL Amber Church MEX Diana Fuentes Castelo |

Grupo B
| Equipe             | Pts | J | V | E | D | GP | GC | SG  |
| ------------------ | --- | - | - | - | - | -- | -- | --- |
| USA Estados Unidos | 9   | 3 | 3 | 0 | 0 | 17 | 2  | +15 |
| CHI Chile          | 6   | 3 | 2 | 0 | 1 | 17 | 4  | +13 |
| MEX México         | 3   | 3 | 1 | 0 | 2 | 4  | 7  | –3  |
| PER Peru           | 0   | 3 | 0 | 0 | 3 | 0  | 25 | –25 |

| 29 de julho de 2019 14:00                              |           |        |                                                                            |
| Estados Unidos                                         | 5 – 0     | México | Campo de Hóquei, Lima Árbitros: ARG María Locatelli CHI Catalina Montesino |
| Grega 27' Magadan 34' Moyer 38' Matson 38' Hoffman 40' | Relatório |        | Campo de Hóquei, Lima Árbitros: ARG María Locatelli CHI Catalina Montesino |

| 29 de julho de 2019 16:00                                                                                           |           |      |                                                                      |
| Chile | 13 – 0    | Peru | Campo de Hóquei, Lima Árbitros: TTO Ayanna McClean USA Mary Driscoll |
| Maldonado 4', 54', 59' Walbaum 5' Villagran 10', 19', 35' Urroz 28', 47', 59' García 41' De las Heras 43' Jacob 53' | Relatório |      | Campo de Hóquei, Lima Árbitros: TTO Ayanna McClean USA Mary Driscoll |

| 31 de julho de 2019 10:00                |           |      |                                                                         |
| México                                   | 4 – 0     | Peru | Campo de Hóquei, Lima Árbitros: CAN Megan Robertson URU Natalia Lodeiro |
| Estrada 28', 39' Oveido 52' González 59' | Relatório |      | Campo de Hóquei, Lima Árbitros: CAN Megan Robertson URU Natalia Lodeiro |

| 31 de julho de 2019 12:00  |           |                                             |                                                                     |
| Chile                      | 2 – 4     | Estados Unidos                              | Campo de Hóquei, Lima Árbitros: NZL Amber Church PAR Victoria Pazos |
| De las Heras 12' Urroz 36' | Relátorio | Matson 50' Moyer 51' Froede 53' Sharkey 56' | Campo de Hóquei, Lima Árbitros: NZL Amber Church PAR Victoria Pazos |

| 2 de agosto de 2019 12:00                                             |           |      |                                                                            |
| Estados Unidos                                                        | 8 – 0     | Peru | Campo de Hóquei, Lima Árbitros: URU Natalia Lodeiro CHI Catalina Montesino |
| Moyer 7' Grega 29' Matson 30' Allessie 32', 34', 40', 49' Sharkey 60' | Relatório |      | Campo de Hóquei, Lima Árbitros: URU Natalia Lodeiro CHI Catalina Montesino |

| 2 de agosto de 2019 16:00 |           |                      |                                                                     |
| México                    | 0 – 2     | Chile                | Campo de Hóquei, Lima Árbitros: CHN Liu Xiaoying PAR Victoria Pazos |
|                           | Relatório | García 31' Urroz 33' | Campo de Hóquei, Lima Árbitros: CHN Liu Xiaoying PAR Victoria Pazos |

## Fase final
|  | Quartas-de-final    | Quartas-de-final    |                     |                | Semifinais | Semifinais |  |  | Final               | Final |
|  |                     |                     |                     |                |            |            |  |  |                     |       |
|  | 4 de agosto – 9:30  |                     |                     |                |            |            |  |  |                     |       |
|  |                     |                     |                     |                |            |            |  |  |                     |       |
|  | Argentina           | 21                  |                     |                |            |            |  |  |                     |       |
|  | Argentina           | 21                  | 6 de agosto – 15:00 |                |            |            |  |  |                     |       |
|  | Peru                | 0                   |                     |                |            |            |  |  |                     |       |
|  | Peru                | 0                   | Argentina           | 3              |            |            |  |  |                     |       |
|  | 4 de agosto – 15:00 |                     | Argentina           | 3              |            |            |  |  |                     |       |
|  |                     | Chile               | 1                   |                |            |            |  |  |                     |       |
|  | Uruguai             | Chile               | 1                   | 0              |            |            |  |  |                     |       |
|  | Uruguai             |                     | 9 de agosto – 15:00 | 0              |            |            |  |  |                     |       |
|  | Chile               | 5                   |                     |                |            |            |  |  |                     |       |
|  | Chile               | 5                   | Argentina           | 5              |            |            |  |  |                     |       |
|  | 4 de agosto – 11:45 |                     | Argentina           | 5              |            |            |  |  |                     |       |
|  |                     | Canadá              | 1                   |                |            |            |  |  |                     |       |
|  | Canadá              | Canadá              | 1                   | 9              |            |            |  |  |                     |       |
|  | Canadá              | 6 de agosto – 17:15 |                     | 9              |            |            |  |  |                     |       |
|  | México              | 0                   |                     |                |            |            |  |  |                     |       |
|  | México              | 0                   | Canadá              | 2              | 3º lugar   | 3º lugar   |  |  |                     |       |
|  | 4 de agosto – 17:15 |                     | Canadá              | 2              | 3º lugar   | 3º lugar   |  |  |                     |       |
|  |                     | Estados Unidos      | 0                   |                |            |            |  |  |                     |       |
|  | Cuba                | Estados Unidos      | 0                   | 0              | Chile      | 1          |  |  |                     |       |
|  | Cuba                |                     |                     | 0              | Chile      | 1          |  |  |                     |       |
|  | Estados Unidos      | 9                   |                     | Estados Unidos | 5          |            |  |  |                     |       |
|  | Estados Unidos      | 9                   |                     |                | 5          |            |  |  |                     |       |
|  |                     |                     |                     |                |            |            |  |  | 9 de agosto – 17:15 |       |
|  |                     |                     |                     |                |            |            |  |  |                     |       |

### Quartas de final
| 4 de agosto de 2019 9:30 |           |      |                                                                             |
| Argentina | 21 – 0    | Peru | Campo de Hóquei, Lima Árbitros: USA Mary Driscoll MEX Maria Fuentes Castelo |
| M. Granatto 3', 18', 26' Jankunas 10', 32', 45', 55' Costa 14' Luchetti 18', 60' Albertario 23', 30', 43' Alonso 25', 35' V. Granatto 29', 49', 56' Retegui 33' D'Elía 45' Trinchinetti 47' | Relatório |      | Campo de Hóquei, Lima Árbitros: USA Mary Driscoll MEX Maria Fuentes Castelo |

| 4 de agosto de 2019 11:45                                                                        |           |        |                                                                            |
| Canadá                                                                                           | 9 – 0     | México | Campo de Hóquei, Lima Árbitros: CHI Catalina Montesino URU Natalia Lodeiro |
| Johansen 6', 41' Donohoe 11' Sourisseau 25', 33' Woodcroft 28' McManus 31' Stairs 44' Haughn 52' | Relatório |        | Campo de Hóquei, Lima Árbitros: CHI Catalina Montesino URU Natalia Lodeiro |

| 4 de agosto de 2019 15:00 |        |                                                 |                                                   |
| Uruguai                   | 0–5    | Chile                                           | Árbitros: Liu Xiaoying (CHN) Ayanna McClean (TTO) |
|                           | Report | Maldonado 15', 17', 34' Villagran 37' Urroz 49' | Árbitros: Liu Xiaoying (CHN) Ayanna McClean (TTO) |

| 4 de agosto de 2019 17:15 |           |                                                                                            |                                                                         |
| Cuba                      | 0 – 9     | Estados Unidos                                                                             | Campo de Hóquei, Lima Árbitros: CAN Megan Robertson ARG María Locatelli |
|                           | Relatório | Moyer 8' Hoffman 14' Allessie 22', 43' Umstead 36' Grega { 37', 53' Manley 38' Sharkey 44' | Campo de Hóquei, Lima Árbitros: CAN Megan Robertson ARG María Locatelli |

### Classificação 5º–8º lugar
| 6 de agosto de 2019 09:30 |        | |                                                     |
| Peru                      | 0–14   | Uruguai | Árbitros: Mary Driscoll (USA) Megan Robertson (CAN) |
|                           | Report | Viana 3', 30', 32', 42', 45' Oliveros 11', 56' Stanley 17' Taborda 23', 31', 50' Vilar del Valle 26', 32' Olave 35' | Árbitros: Mary Driscoll (USA) Megan Robertson (CAN) |

| 6 de agosto de 2019 11:45 |           |      |                                                                            |
| México                    | 1 – 0     | Cuba | Campo de Hóquei, Lima Árbitros: ARG María Locatelli CHI Catalina Montesino |
| Marí. Correa 12'          | Relatório |      | Campo de Hóquei, Lima Árbitros: ARG María Locatelli CHI Catalina Montesino |

### Semifinais
| 6 de agosto de 2019 15:00     |           |               |                                                                     |
| Argentina                     | 3 – 1     | Chile         | Campo de Hóquei, Lima Árbitros: TTO Ayanna McClean CHN Liu Xiaoying |
| Rebecchi 3' Jankunas 44', 60' | Relatório | Krimerman 45' | Campo de Hóquei, Lima Árbitros: TTO Ayanna McClean CHN Liu Xiaoying |

| 6 de agosto de 2019 17:15 |           |                |                                                                     |
| Canadá                    | 2 – 0     | Estados Unidos | Campo de Hóquei, Lima Árbitros: NZL Amber Church PAR Victoria Pazos |
| Johansen 10' Secco 35'    | Relatório |                | Campo de Hóquei, Lima Árbitros: NZL Amber Church PAR Victoria Pazos |

### Disputa pelo sétimo lugar
| 9 de agosto de 2019 09:30   |           |                        |                                                                        |
| Peru                        | 3 – 2     | Cuba                   | Campo de Hóquei, Lima Árbitros: URU Natalia Lodeiro PAR Victoria Pazos |
| Montes 10', 36' Alvarez 14' | Relatório | Vera 14' Fernandez 44' | Campo de Hóquei, Lima Árbitros: URU Natalia Lodeiro PAR Victoria Pazos |

### Disputa pelo quinto lugar
| 9 de agosto de 2019 11:45                       |        |        |                                                    |
| Uruguai                                         | 4–0    | México | Árbitros: Liu Xiaoying (CHN) Megan Robertson (CAN) |
| Vilar del Valle 32', 39' de María 57' Nieto 60' | Report |        | Árbitros: Liu Xiaoying (CHN) Megan Robertson (CAN) |

### Disputa pelo bronze
| 9 de agosto de 2019 15:00 |           |                                           |                                                                      |
| Chile                     | 1 – 5     | Estados Unidos                            | Campo de Hóquei, Lima Árbitros: NZL Amber Church ARG María Locatelli |
| De las Heras 3'           | Relatório | Moyer 2' Matson 19', 24', 52' Sharkey 21' | Campo de Hóquei, Lima Árbitros: NZL Amber Church ARG María Locatelli |

### Disputa pelo ouro
| 9 de agosto de 2019 17:15                     |           |            |                                                                          |
| Argentina                                     | 5 – 1     | Canadá     | Campo de Hóquei, Lima Árbitros: CHI Catalina Montesino USA Mary Driscoll |
| Jankunas 9', 47' D'Elía 22', 45' Rebecchi 37' | Relatório | Wright 32' | Campo de Hóquei, Lima Árbitros: CHI Catalina Montesino USA Mary Driscoll |

## Classificação final
| Pos.              | Equipe             | Campanha | Campanha | Campanha |
| Pos.              | Equipe             | V        | E        | D        |
| ----------------- | ------------------ | -------- | -------- | -------- |
| Medalha de ouro   | ARG Argentina      | 6        | 0        | 0        |
| Medalha de prata  | CAN Canadá         | 4        | 0        | 2        |
| Medalha de bronze | USA Estados Unidos | 5        | 0        | 1        |
| 4                 | CHI Chile          | 3        | 0        | 3        |
| 5                 | URU Uruguai        | 3        | 0        | 3        |
| 6                 | MEX México         | 2        | 0        | 4        |
| 7                 | PER Peru           | 1        | 0        | 5        |
| 8                 | CUB Cuba           | 0        | 0        | 6        |